# 우크라이나계 일본인
재일 우크라이나인(일본어: 在日ウクライナ人, ざいにちウクライナじん)은 일본에 일정기간 재주하는 우크라이나인 또는 우크라이나국적의 사람들이다. 또, 일본에 귀화 또는 망명한 사람 및 그 자손을 우크라이나계 일본인이라고 부른다.

## 개요
러시아 혁명 전후, 러시아에서 일본으로 망명해온 사람(백계 러시아인)의 중에는, 우크라이나인도 다수였다. 많은 우크라이나인은 일본령인 가라후토(사할린섬 남부)에 정주하고 있었지만, 고베 등에서 활약한 우크라이나인도 있었다. 전후 잠시 동안은 우크라이나인과 일본인의 교류는 정체해 있었지만, 1990년대 말 이후에 일본 정부가 흥행 비자의 발급을 완화하면서 퍼브나 음식점에서 일하는 우크라이나인 여성이 급증했다. 재일 우크라이나인 수는 2003년에는 1,927명에까지 급증했지만, 2005년의 흥행 비자 제한의 영향으로 그 후는 계속 감소하며, 2008년 12월 현재에는 1,561명이 되어 있다.

## 저명한 재일 우크라이나인・우크라이나계 일본인
- 마르키얀 보리슈코･･･다이호의 아버지
- 다이호 고키･･･제48대 요코즈나. 아버지가 우크라이나인.
- 나탈리야 구지･･･가수, 반두라 연주가.
- 바실리 예로셴코･･･다이쇼 초기의 일본에서 활약한 작가, 언어학자, 교육자.
- 옥사나 피스쿠노바(オクサーナ・ピスクノーヴァ)･･･러시아어 강사. NHK 러시아어 회화에 출연.
- APELSIN･･･일본에서 데뷔한 우크라이나출신의 댄스그룹

## 같이 보기
- 백계 러시아인
- 일본의 러시아인